# Hadrionella
Hadrionella is een geslacht van vlinders van de familie bloeddrupjes (Zygaenidae), uit de onderfamilie Chalcosiinae.

## Soorten
- H. ludia Jordan, 1925
- H. spectabilis (Rothschild, 1829)